# Taste of Chocolate
Albums de Big Daddy Kane
It's a Big Daddy Thing
(1989) Prince of Darkness
(1991)
Singles
1. Cause I Can Do It Right
Sortie : 1990
2. All of Me
Sortie : 1991
3. It's Hard Being the Kane
Sortie : 1991

Taste of Chocolate est le troisième album studio de Big Daddy Kane, sorti le 30 octobre 1990.
L'album s'est classé 10e au Top R&B/Hip-Hop Albums et 37e au Billboard 200.

## Liste des titres
| No  | Titre                                                                                      | Contient un (des) sample(s) de                                                                                                  | Durée |
| --- | ------------------------------------------------------------------------------------------ | --- | ----- |
| 1.  | Taste of Chocolate (Intro)                                                                 | | 2:05  |
| 2.  | Cause I Can Do It Right                                                                    | Stubborn Kind of Fellow de Marvin Gaye I Heard It Through the Grapevine de Gladys Knight & the Pips Get Up and Dance de Freedom | 4:09  |
| 3.  | It's Hard Being the Kane                                                                   | Loose Booty de Sly and the Family Stone Roadblock (12" Version) de Stock Aitken Waterman                                        | 4:58  |
| 4.  | Who Am I? (featuring Gamilah Shabazz)                                                      | Conjunction Junction de Bob Dorough featuring Jack Sheldon et Terri Morel Ain't Nobody Home de B. B. King                       | 4:00  |
| 5.  | Dance With the Devil                                                                       | Different Strokes de Syl Johnson Superpeople des Notations                                                                      | 4:06  |
| 6.  | No Damn Good                                                                               | | 3:52  |
| 7.  | All of Me (featuring Barry White)                                                          | | 5:45  |
| 8.  | Keep 'Em on the Floor (featuring Barbara Weathers)                                         | Talkin' Loud & Sayin' Nothing de James Brown                                                                                    | 4:32  |
| 9.  | Mr. Pitiful                                                                                | Person to Person de l'Average White Band                                                                                        | 3:26  |
| 10. | Put Your Weight on It                                                                      | Impeach the President des Honey Drippers Rocket in the Pocket (Live) de Cerrone The Big Beat de Billy Squier                    | 2:47  |
| 11. | Big Daddy Vs. Dolemite (featuring Rudy Ray Moore)                                          | Whatcha See Is Whatcha Get des Dramatics                                                                                        | 4:49  |
| 12. | Down the Line (featuring Scoob Lover, Scrap Lover, Mister Cee, Lil' Daddy Shane, Ant Live) | | 5:11  |
| 13. | Taste of Chocolate (Exit)                                                                  | I'll Take You There des Staple Singers Was It Something That I Said de Sylvester Poison de Bell Biv DeVoe                       | 3:20  |